# Russische militaire begraafplaats in Groß Köris
De Russische militaire begraafplaats in Groß Köris is een militaire begraafplaats in Brandenburg, Duitsland. Op de begraafplaats liggen omgekomen Russische militairen uit de Tweede Wereldoorlog.

## Begraafplaats
Alle militairen die hier begraven liggen kwamen om het leven tijdens de slag om Halbe. De begraafplaats bestaat uit een centraal gelegen groot monument, dat dient als massagraf. Er liggen 278 omgekomen militairen.